# Guillemina de Prússia (1709-1758)
Friederike Sophie Wilhelmine, princesa de Prússia i Margravine de Bayreuth (3 de juliol 1709-14 d'octubre 1758), va ser la filla de Frederic Guillem I de Prússia i la reina consort Sofia Dorotea de Hannover. El 1731 es va casar amb Frederic Margrav de Brandenburg-Bayreuth. Els edificis barrocs i els parcs realitzats sota el seu regnat configuren gran part de l'actual ciutat de Bayreuth, Alemanya.

## Biografia
Nascuda a Berlín, Wilhelmina va viure una infantesa desgraciada al costat del seu germà, Frederic el Gran de Prússia, a qui va dedicar afecte i confiança al llarg de la seva vida, llevat d'un breu període. La seva mare, Sofia Dorotea, va voler-la casar amb el seu nebot Frederic, príncep de Gal·les, però per part britànica no hi havia gaire predisposició a acceptar l'oferta si no era a canvi de generoses concessions, a les quals el pare de Wilhelmina s'hi negà. Les intrigues que Sofia Dorotea va teixir al voltant d'aquest prometatge no reeixit van marcar la joventut de Wilhelmina. Després d'altres prometatges infructuosos, es va casar amb un parent seu, dels Hohenzollern, Frederic de Brandenburg-Bayreuth.
Wilhelmina només va acceptar aquest matrimoni per la pressió del seu pare i també per alegrar la vida del seu germà. La relació va ser feliç al principi, però aviat s'enfosquí per les incompatibilitats i, més tard, per les infidelitats del futur Margrave amb Dorotea von Marwitz, l'ascens de la qual a la cort de Bayreuth va ofendre amargament el germà de Wihelmina, Frederic; provocà un distanciament amb la seva germana que durà tres anys.
Quan el marit de Wilhelmina va rebre una herència el 1735, el matrimoni va decidir fer de Bayreuth un Versalles en miniatura. Les obres incloïen reconstruir la seva residència d'estiu, l'Eremitage, la gran Òpera de Bayreuth, la construcció d'un teatre, la remodelació del palau de Bayreuth i la nova Òpera. Aquest anomenat rococó de Bayreuth continua vigent avui en dia. El matrimoni fundà també la Universitat d'Erlangen. Totes aquestes obres van portar la cort gairebé a la bancarrota.
Margravina va fer de Bayreuth un dels centres intel·lectuals del Sacre Imperi Romanogermànic, envoltant-se d'una petita cort d'intel·lectuals i artistes que va anar guanyant prestigi amb les visites eventuals de Voltaire i Frederic II de Prússia el Gran. Amb l'inici de la Guerra dels Set anys, l'interès de Wilhelmina va passar del diletantisme a la diplomàcia. Ella va representar el seu germà al sud d'Alemanya fins a la seva mort, a Bayreuth, el 14 d'octubre de 1758, dia de la derrota de Frederic per les forces austríaques de Leopold Josef Graf Daun en la batalla de Hochkirch. En el desè aniversari de la seva mort, el seu desolat germà, Frederic el Gran de Prússia va fer construir el temple de l'Amistat a Sanssouci (Potsdam) en memòria seva.

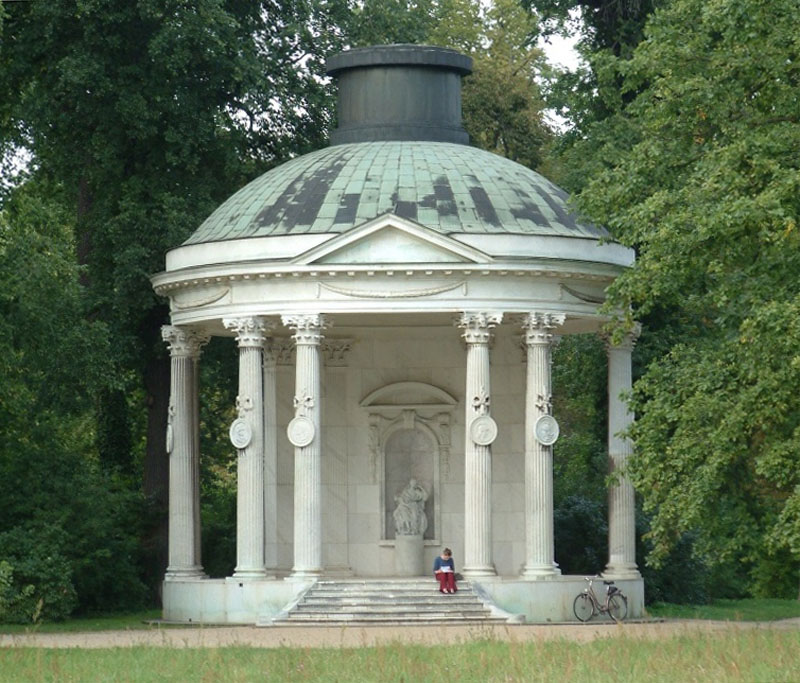
El temple de l'Amistat

## Obres
A més d'altres virtuts, Wilhelmina fou una compositora de talent i una gran defensora de la música. Tocava el llaüt, era deixebla de Sylvius Leopold Weiss i mestressa de Bernhard Joachim Hagen. Va escriure una òpera, Argenore, representada el 1740 amb motiu de l'aniversari del seu marit, així com música de cambra, que ens ha arribat fins avui.
Les memòries de Margravina, Memoires de ma vie, escrites o revisades entre el 1748 i la seva mort, estan conservades a la Biblioteca Reial de Berlín. Van ser publicades el 1810 en dos formats: una traducció alemanya, cap al 1733, amb la signatura Cotta de Tübingen, i una versió en francès publicada per Vieweg de Brunswick, cap al 1742. N'hi ha hagut diverses edicions posteriors, incloent-hi una edició alemanya publicada a Leipzig el 1908. Una traducció en anglès en fou publicada a Berlín el 1904. El debat sobre l'autenticitat d'aquestes entretingudes, per bé que no gaire fidedignes, memòries, es pot seguir en el llibre de G. H. Pertz Über die Merkwürdigkeiten der Markgrafin (1851). Altres obres en són: Princesses et grandes dames, d'Arvede Barine (París, 1890), Wilhelmine, Margravine of Baireuth, d'E. Cuttell (Londres, 2 vols., 1905) i Die Bayreuther Schwester Friedrichs des Grossen, de R. Fester (Berlín, 1902).

## Descendència
L'única descendent de Wilhelmina fou una filla, Elisabeth Sophia de Brandenburg-Bayreuth (30 d'agost 1732 – 6 d'abril 1780). Descrita per Giacomo Casanova com "la dama més bella d'Alemanya", es va casar amb Karl Eugen, duc de Württenber, el 1748.